# Гулько Олег Васильович
Оле́г Васи́льович Гулько́ (9 лютого 1972, м. Заліщики Тернопільської області — 7 липня 2014, біля міста Щастя під Луганськом) — український військовик, старший сержант батальйону територіальної оборони «Айдар» Збройних сил України.

## Життєпис
Середню освіту здобув у Заліщицькій середній школі імені Осипа Маковея, продовжив навчання у Кременецькому лісотехнічному технікумі, Заставненському училищі. Після навчання пішов в армію, отримав звання сержанта. Працював будівельником.
Всю зиму, повернувшись із закордону, провів на столичному Майдані у складі 7-ї сотні Самооборони Майдану, а в травні вирушив воювати на схід. Рідним про це не сказав, щоб не хвилювалися. Мама дізналася, що Олег у гарячій точці лише тоді, коли отримала звістку про його смерть.
Загинув над ранок у понеділок 7 липня 2014 біля міста Щастя під Луганськом від пострілу в спину. Ще в неділю ввечері мати спілкувалася із сином мобільним телефоном. Свідки кажуть — терористи приїхали начебто здаватися з білим прапором, а потім відкрили вогонь на ураження.
8 липня у Києві в Українському домі з Олегом прощалися друзі-майданівці. Звідти автобус із тілом загиблого вирушив на Тернопільщину, до рідного містечка тіло Олега Гулька привезли в середу. Єпарх Бучацький владика Дмитро Григорак відправив поминальну панахиду. На прощання і похорон прийшло майже дві тисячі жителів міста та довколишніх сіл. Поховали Олега Гулька 10 липня в Заліщиках.
В Олега залишилась рідна сестра Наталя, кохана Божена, двоє племінників. У добрих стосунках був із вітчимом Іваном Козаком.

## Вшанування пам'яті
8 і 9 липня 2014 в Тернопільській області було оголошено днями жалоби за Олегом Гульком.
6 вересня 2014 року представники адміністрації Заліщицької гімназії, вчительського, учнівського та батьківського колективів у день сороковин Ореста Квача вшанували його пам'ять та Олега Гулька велозаїздом пам'яті. Маршрут проліг від подвір'я гімназії через села Дзвиняч, Бедриківці, Добрівляни до центру Заліщиків і завершився біля пам'ятника Степанові Бандері.
20 жовтня 2015 року в Заліщиках на фасаді спеціалізованої школи I–III ступенів імені Осипа Маковея встановлено меморіальну дошку загиблому герою.

## Нагороди
За особисту мужність і героїзм, виявлені у захисті державного суверенітету та територіальної цілісності України, вірність військовій присязі під час російсько-української війни
- нагороджений орденом «За мужність» III ступеня (26.2.2015).[2]
- почесний громадянин Тернопільської області (26 серпня 2022, посмертно)[3].